# Gerhard Kattermann
Gerhard Kattermann (* 30. Januar 1907 in Freiburg/Br.; † 10. Mai 1943 in Karlsruhe) war ein deutscher Bibliothekar.

## Wirken
Gerhard Kattermann studierte Geschichte, Germanistik und Anglistik an der Universität Freiburg/Br. und promovierte dort 1932. Sein Staatsexamen legte er 1933 ab. Von 1932 bis 1934 war er zunächst als Bibliothekar an der Universitätsbibliothek Freiburg und der Badischen Landesbibliothek tätig, 1934 legte er an der Preußischen Staatsbibliothek die Fachprüfung hierfür ab. Von 1935 bis zu seinem frühen Tod wegen einer Kriegserkrankung arbeitete er an der Badischen Landesbibliothek in Karlsruhe, unterbrochen von seinem Kriegsdienst von 1939 bis 1941. 
Kattermann legte zahlreiche Veröffentlichungen zur badischen Geschichte und zur Buch- und Handschriftenkunde vor. 

## Schriften
- Markgraf Philipp I. von Baden (1515–1533) und sein Kanzler Dr. Hieronymus Veus. Ein Beitrag zur deutschen Reichs- und Reformationsgeschichte. Dissertation Universität Freiburg 1932.
- Die Kirchenpolitik Markgraf Philipps I. von Baden (1515–1533) (= Veröffentlichungen des Vereins für Kirchengeschichte in der Evangelischen Landeskirche in Baden, Bd. 11). Schauenburg, Lahr in Baden 1936.
- Ein Büchervermächtnis des Kurfürsten Friedrich I. von der Pfalz. In: Zeitschrift für die Geschichte des Oberrheins, N.F., Bd. 50 (1936), S. 45–57.
- Neue Gedichte und Briefe Adam Werners von Themar. In: Neue Heidelberger Jahrbücher, N.F., Jg. 1936, S. 45–58.
- Handschriften und Frühdrucke aus der alten Bibliothek des Klosters Lichtental in Baden-Baden. In: Badische Heimat, Bd. 24 (1937), S. 303–311.
- Luthers Handexemplar des antijüdischen Porchetus in der Landesbibliothek Karlsruhe. In: Zentralblatt für Bibliothekswesen, Bd. 55 (1938), S. 45–50.
- Neue Karlsruher Bruchstücke eines 30-zeiligen Donats in der DK-Type. In: Beiträge zur Inkunabelkunde, N.F., Bd. 2 (1938), S. 69–78.
- Die karolingischen Reichenauer Bucheinbände und die Technik des frühmittelalterlichen Einbandes. In: Archiv für Buchbinderei, Bd. 39 (1939), S. 17–20 und 31–32.
- Ein Buchgeschenk des Flacius Illyricus aus dem Kreise der Otfried-Textüberlieferung und andere Überreste der Bücherei A.P. Gassers in der Badischen Landesbibliothek. In: Neue Heidelberger Jahrbücher, Jg. 1939, S. 84–89.
- Bruchstücke einer zweiten Überlieferung der Weißenburger Annalen aus dem 11. Jahrhundert in der Badischen Landesbibliothek. In: Zeitschrift für die Geschichte des Oberrheins, N.F., Bd. 53 (1939), S. 24–32.
- Neue Karlsruher Bruchstücke eines 30-zeiligen Donats in der niederländischen Speculumtype. In: Gutenberg-Jahrbuch, Jg. 14 (1939), S. 102–108.
- Markgraf Philipp I. von Baden als kaiserlicher Stadthalter im Reichsregiment zu Eßlingen und Speyer 1524–1528. In: Zeitschrift für die Geschichte des Oberrheins, N.F., Bd. 52 (1939), S. 360–423.
- Exlibris und Supralibros badischer Markgrafen und Markgräfinnen. In: Gutenberg-Jahrbuch, Jg. 17/18 (1942/43), S. 219–229.
- Bäuerliche Beschwerden in der Markgrafschaft Baden nach dem Bühler Armen Konrad von 1514. In: Zeitschrift für die Geschichte des Oberrheins, N.F., Bd. 56 (1943), S. 111–205.